# Bertrand Aurignac
Pour les articles homonymes, voir Aurignac (homonymie).
Pas d'image ? Cliquez ici

a Compétitions nationales et continentales officielles uniquement.

Dernière mise à jour le 31 mars 2020.
Bertrand Aurignac, né le 5 octobre 1979, est un joueur français de rugby à XV évoluant au poste de deuxième ligne.

## Biographie
Bertrand Aurignac a grandi à Asson, petit village du piémont béarnais. Alors qu'il commence par le tennis, il est rapidement tenté par le rugby, marqué par la carrière de son père à la Section paloise. Il débute à l'US Coarraze Nay, où son père est entraîneur des Cadets et où il évolue avec Damien Traille. Ils partiront ensemble à la Section paloise l'année suivante. Bertrand Aurignac passe par le Biarritz olympique, le Stade rochelais et l'US bressane, participant à la montée en Pro D2 de l'USB en 2008 en tant que capitaine. En 2009 il signe au RC Narbonne. Lors de la saison 2014-2015, il rejoint l'USO Nevers dont il devient capitaine. En 2016, il met un terme à sa carrière professionnelle et rejoint l'ES Vinassan en tant qu'entraîneur-joueur.